# フィンランドのイスラム教

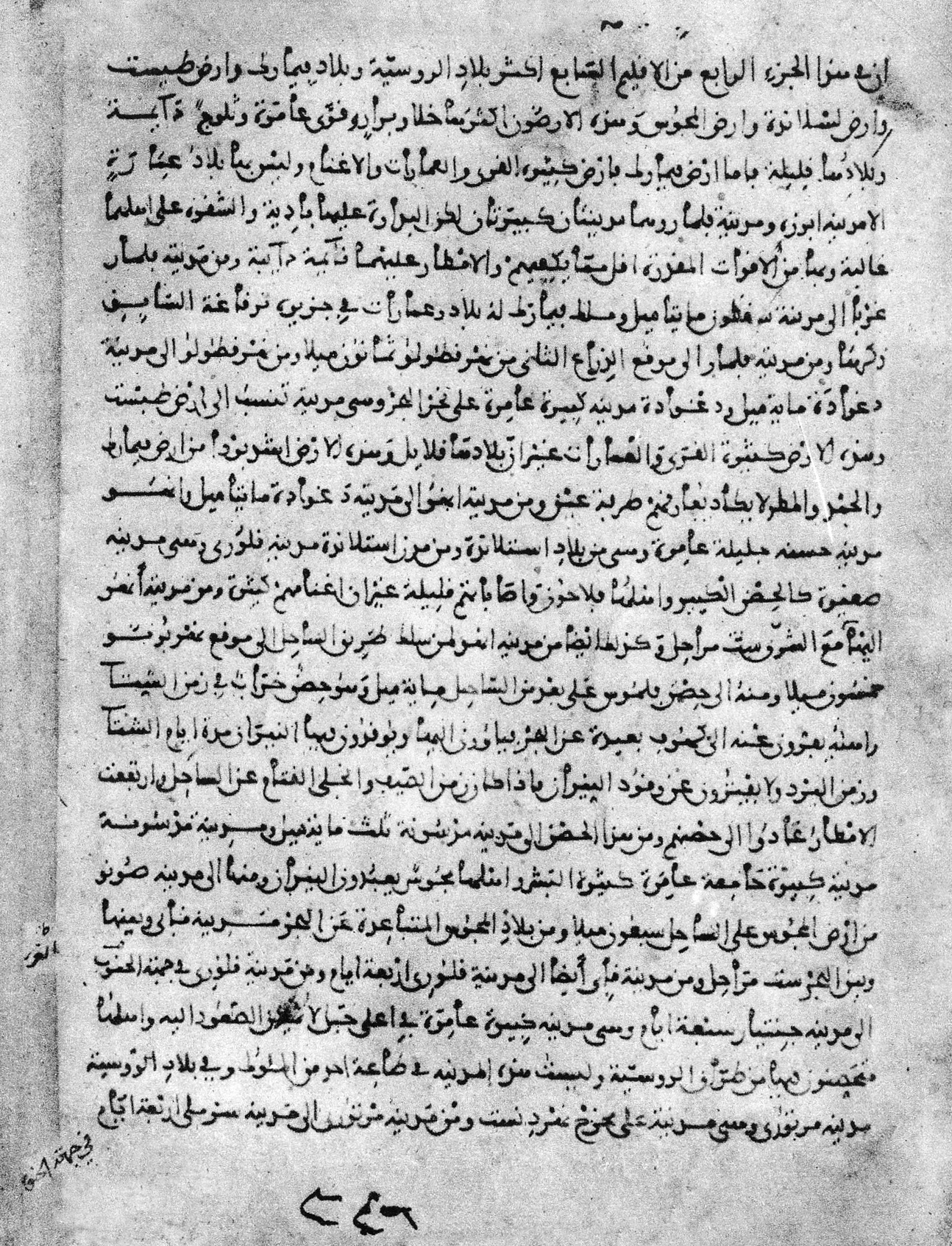
イドリースィーによる、フィンランドに関する記述

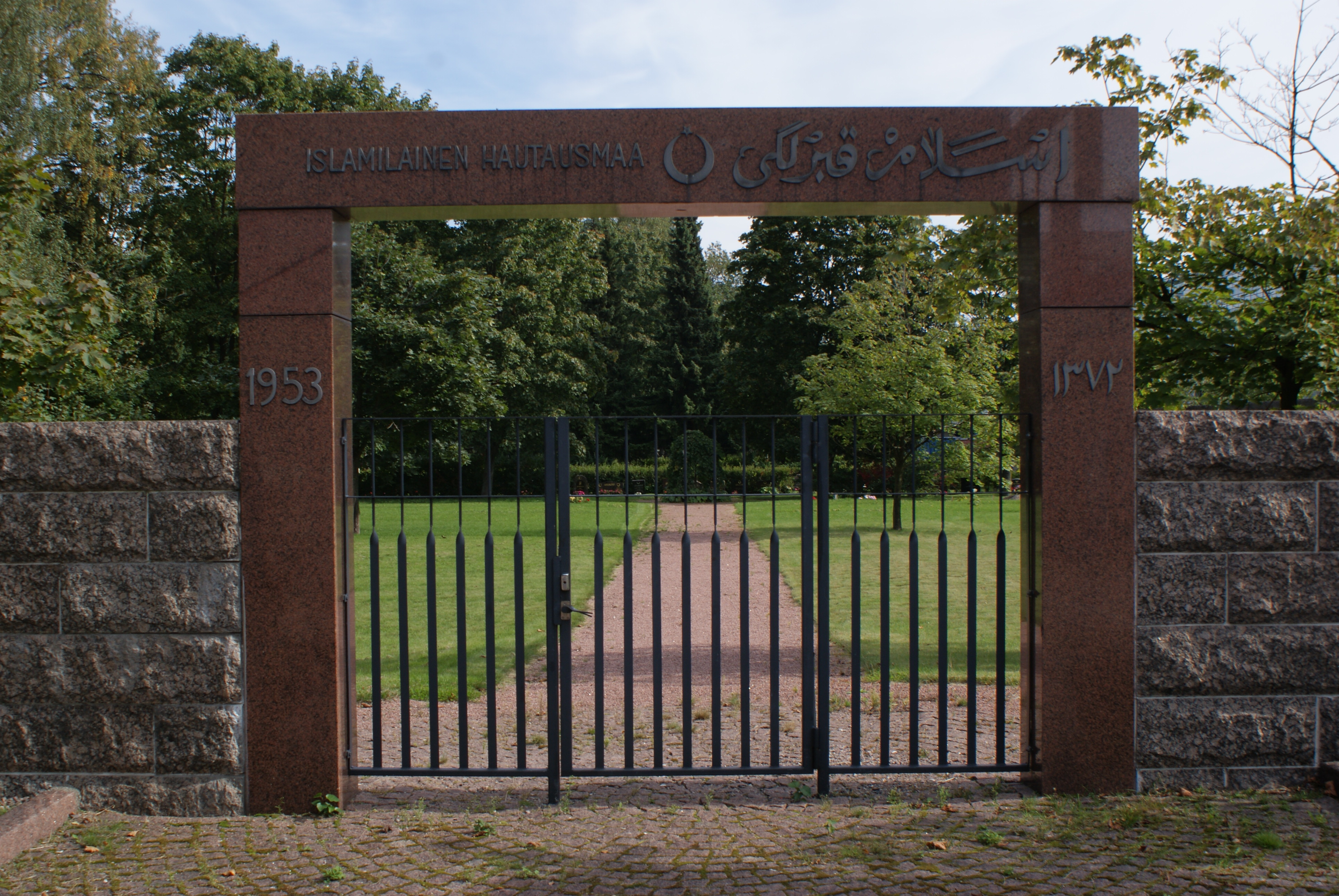
ヘルシンキにあるイスラム教墓地

本項目では、フィンランドのイスラム教について記述する。
イスラム教はフィンランドでは少数派宗教である。国内最初のムスリム（イスラム教徒）は、主に1870年から1920年の間に移民としてやってきたタタール人である。以降、フィンランドでは数十年間は一般に移民数は少ない状態が続いていた。20世紀後半以降、国内のムスリムの数は移民のために急激に増加している。現代において、フィンランド国内には数十のイスラム教コミュニティが存在するが、これらの所属するものは国内のムスリムの内少数派のみである。フィンランドには約5～6万人のムスリムが居住している。また、フィンランドには国内独自のムスリムコミュニティも設立されている。

## 歴史
ムスリムでもあった地理学者のイドリースィーは彼の作品の中でフィンランドについて正確に述べており、さらにフィンランド国王はノルウェーに領地を持つことについても言及している。イドリースィーは当時の中心的な都市であり、バルト海の貿易の玄関口となっていたトゥルクの港の状況を反映して、トゥルク港に関しても言及している。

### フィンランド・タタール人
19世紀末、タタール人が商人や兵士としてフィンランドにやってきた。彼らは後に他の家族をも連れてきた。フィンランドイスラム協会（フィンランド語: Suomen Islam-seurakunta）は1925年に設立された。実際には、このコミュニティは通常祖先がタタール人もしくはトルコ人である者のみ会員として受け入れており、トルコ語を話すことのできないムスリムは入会できない。タタールイスラム連合会は合計約1000人の会員を有する。

### 現代の移民
フィンランドにおいてムスリムを含む移民の数は1990年代前半に劇的に増加した。新しくやってきた移民はすぐに自分たちのモスクやコミュニティを構築した。1996年、これらのグループは協力的な体制を築くために統合され、フィンランドイスラム組織連盟が設立された。約1,000人のフィンランド人がイスラム教へと改宗したと推測されている。この改宗者の内大部分を占める者は、ムスリムの男性と結婚した女性である。

## イスラム社会
フィンランドには何十もの独立したイスラム教コミュニティが存在している。最古のコミュニティは1925年に設立されたフィンランドイスラム協会である。フィンランドイスラム協会には約700名の会員がおり、その全てがタタール人で構成されている。フィンランドイスラム協会はヘルシンキ、タンペレ、ラハティにモスクを有する。フィンランドで専用のモスクとして建設された唯一の建物がヤルヴェンパー・モスクである。
フィンランドイスラム社会は1987年に設立された。このコミュニティの会員は主にアラブ人であるが、改宗したフィンランド人も含まれている。フィンランドイスラム社会はヘルシンキにモスクとクルアーン学校を有する。ヘルシンキイスラムセンターは現在国内最大のイスラム教コミュニティであり、約2,000人の会員を有する。さらに、ヘルシンキ周辺地域にはこの他に10以上のイスラム教コミュニティが存在し、この中には公式には登録されていない組織も存在する。
モスクの大部分は多言語対応であるが、最も一般的に使用されている言語は通常英語とフィンランド語である。また、宗教儀式はアラビア語で行われている。

## 言語別に見たムスリムの数

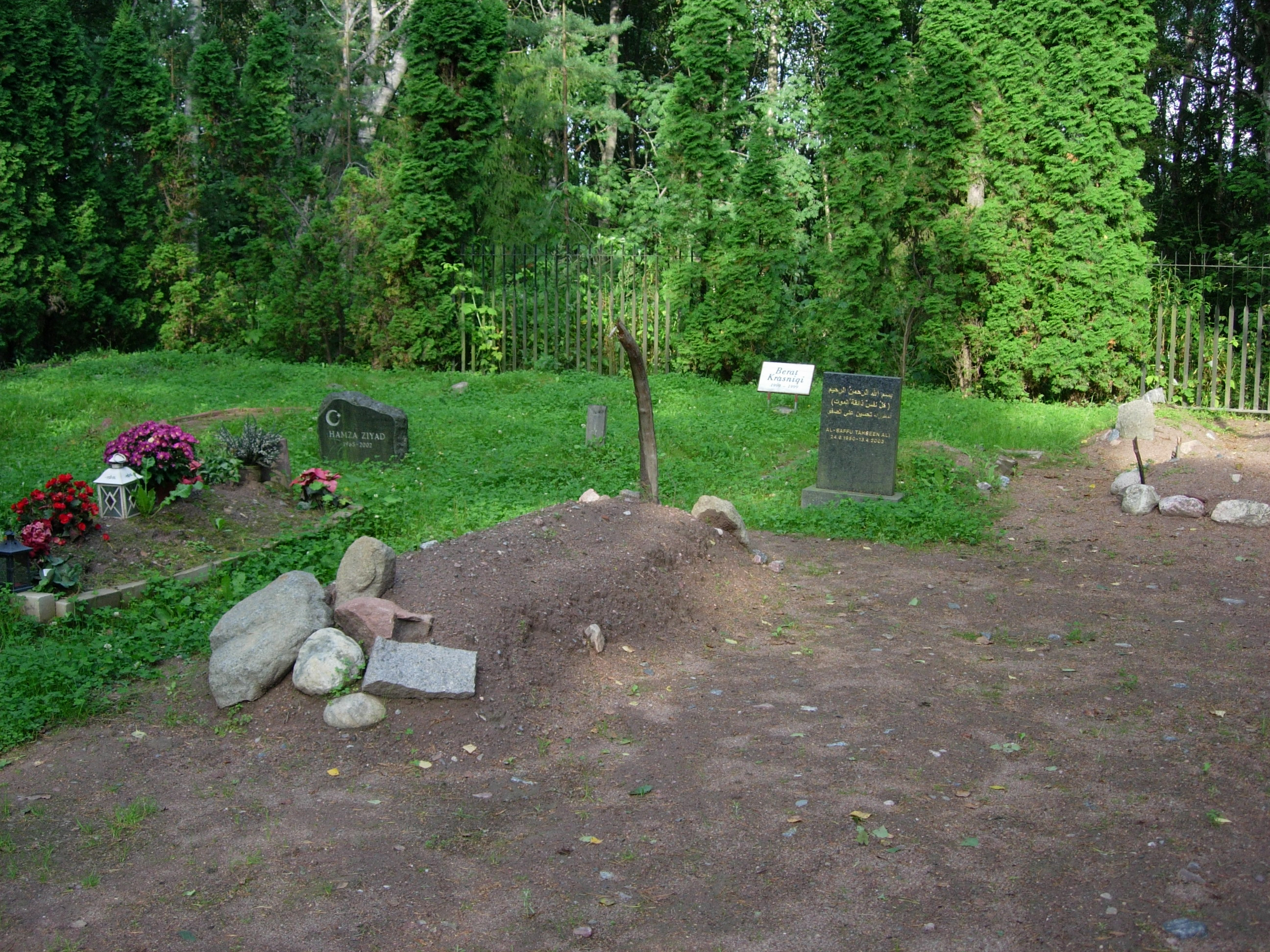
トゥルクにあるイスラム教墓地

以下に挙げる数字は2012年のフィンランド国勢調査の結果に基づいている。
- ソマリ語 (14,769)
- アラビア語 (12,042)
- アルバニア語 (7,760)
- トルコ語 (6,097)
- ペルシア語 (6,422)